# Kirow KRC 1200
De Kirow KRC 1200 is een spoorgebonden type telescoopkraan gebouwd door Kirow Ardelt GmbH in Leipzig.
De kraan heeft een hefvermogen van 150 ton bij ingeschoven giek en 37 ton bij een maximale gieklengte van 28 meter. De kraan beschikt over een dubbele draaikrans waardoor het mogelijk is om zware lasten in het spoor te hijsen zonder het nevenspoor buiten dienst te moeten stellen.

## Nederland
De Kirow KRC 1200 wordt ingezet voor het hijsen van spoorsecties, betonnen wissels en zware geprefabriceerde constructies. In Nederland beschikt VolkerRail als enige over dit type kraan, die niet alleen op eigen projecten wordt ingezet, maar ook voor andere spooraannemers. De kraan kan daarnaast worden ingezet voor het hersporen van materieel na een ontsporing.
De kraan wordt tijdens transporten van en naar de werklocatie altijd vergezeld door enkele materiaalwagons en een verblijfswagen. De vaste samenstelling is daarbij als volgt:
- Materiaalwagon met evenaar
- Kirow KRC 1200
- Materiaalwagon met contragewicht
- Gereedschap- en verblijfswagen

De totale lengte van deze samenstelling is 64 meter. Kraan en wagons zijn toegelaten op het Nederlandse en Duitse spoorwegnet.
Door spooraannemer Swietelsky, die in meerdere Europese landen actief is, wordt in Nederland voor vergelijkbare projecten soms ook een Kirow KRC 1200 ingezet.

## Trivia
- De kraan van VolkerRail is genaamd Obelix, naar de stripfiguur Obelix uit de stripboeken van Asterix.